# Ложь (приток Десны)
Ложь (укр. Лош) — левый приток Десны, протекающий по Борзнянскому и Менскому районам (Черниговская область, Украина); одна из рек, расположенных только в пойме Десны. Согласно данным на 1956 год, Ложь — левый приток реки Старая Десна (приток Десны).

## География
Длина — 24 км. Площадь бассейна — 47 км². Русло реки (отметки уреза воды) в нижнем течении (приустьевая часть) находится на высоте 111,5 м над уровнем моря, в среднем течении (южнее села Овчарка) находится на высоте 113,2 м.
Русло сильно-извилистое (меандрированное), с крутыми поворотами, шириной 10 м и глубиной 1,2 м. В пойме множеством стариц (например, Карашево).
Река берёт начало в селе Остаповка (Борзнянский район), где сообщается с другим притоком Десны Бехова. Река течёт чередуясь (делает повороты) в западном и южном направлении, в нижнем течении — на север. Впадает в Десну южнее села Максаки (Менский район).
Пойма частично занята заболоченными участками с лугами, кустарниками и лесами (лесополосами). Также есть широкие участки русла, которые частично зарастают водной и прибрежно-водной растительностью.
На левом берегу в нижнем течении расположен Максаковский монастырь.
Притоки (от истока к устью):
1. Картань (правый)
2. Берёза (с крупным притоком Дочь) (левый)
3. безымянный (правый)

Населённые пункты на реке (от истока к устью):
Менский район
1. Остаповка

Борзнянский район
1. Остров Надежды (до 2016 года Кировское)
2. Гришовка
3. Сапоновка